# 구로세 준야
구로세 준야(일본어: 黒瀬 純哉, 1994년 7월 9일~)는 일본의 축구 선수이다.

## 구단 경력
그는 2017년 일본 지역 리그의 테게바자로 미야자키에 입단했다. 2018년부터 일본 풋볼 리그로 승격했다. 2020년 일본 풋볼 리그 준우승으로 J3리그로 승격했다. 2021년까지 34경기에 출전하여, 1득점을 넣었다. 2021년후 현역 은퇴.